# Elaeagnus tubiflora
Elaeagnus tubiflora — вид квіткових рослин з родини маслинкових (Elaeagnaceae). Поширення: Китай (пд.-сх. Юньнань). Населяє гірські ліси на висотах 1600–2000 метрів.

## Біоморфологічна характеристика
Це вічнозелений прямовиснй кущ. Колючки відсутні; молоді гілки зі щільними лусками іржавого кольору. Ніжка листка іржавого кольору, 7–8 мм; листова пластинка вузькоеліптична або еліптична, 6–9 × 2–3 см, знизу з густими коричневими зірчастими лусками, бічні жилки 6–8 з кожного боку середньої жилки, помітні на обох поверхнях, основа клиноподібна, край цільний, верхівка загострена. Квітки часто по 5–7 у пазухах. Квітконіжка темно-коричнева, 5–6 мм. Квітки жовтувато-білі, зовні густо лускаті, луски сріблясто-коричневі. Трубка чашечки вузькотрубчаста, 9–10 мм; частки яйцеподібні, ≈ 5 × 3 мм, всередині густо-коричневі зірчасто-лускаті, верхівка загострена. Цвітіння: жовтень і листопад.